# Убийство в Алкатраз
„Убийство в Алкатраз“ или „Убийство първа степен“ (на английски: Murder in the First) е американска съдебна драма от 1995 г. на режисьора Марк Роко, сценарият е на Дан Гордън, и участват Крисчън Слейтър, Кевин Бейкън, Гари Олдман, Ембет Дейвиц, Брад Дуриф, Уилям Мейси и Р. Лий Ърми.